# Campaea margaritaria
Campaea margaritaria, comúnmente conocida (en inglés) como esmeralda clara, es una especie de polilla perteneciente a la familia Geometridae, descrita por primera vez por el entomólogo sueco Carlos Linneo en 1761 en su 12 edición de Systema Naturae. Se puede encontrar distribuido desde Europa central hasta Transcaucasia. C. margaritaria no es actualmente una especie amenazada.
Las polillas esmeralda son un amplio grupo de polillas que pertenecen a dos subfamilias distintas de la familia Geometridae. La mayoría pertenece a Geometrinae, mientras que la C. margaritaria, pertenece a Ennominae.

## Descripción
La polilla perlada no puede confundirse con ningún otro miembro del género Campaea. La Campaea perlata del Neártico es muy similar a la polilla perlada, pero algo más pequeña y generalmente de color más oscuro. Las rayas transversales de las alas de la C. perlata son más curvas. Al no estar presente en el Paleártico, no hay riesgo de confusión. Los adultos recién emergidos presentan alas de un delicado color verde pálido con fascia verde y blanca, con una punta de color rojo carmesí en el ala anterior, que a veces se extiende como una línea a lo largo del borde exterior de las alas anteriores y posteriores. Cuenta con dos líneas transversales pálidas. En ocasiones, las líneas transversales de las alas delanteras ya no son visibles.
Como ocurre con la mayoría de las polillas de este color, la coloración verde se desvanece fugazmente con el tiempo, a veces en cuestión de días y los ejemplares más viejos tienden a ser casi blanco puro. Es debido a la inestabilidad del pigmento verde del ala, la geoverdina. La envergadura alar es de 42 a 54 mm, la hembra suele ser considerablemente mayor que el macho. Las antenas de los machos son emplumadas, mientras que las de las hembras son filiformes. Cuando la polilla está en reposo, se encuentran plegadas bajo las alas.
El huevo es liso, alargado y ovalado y se deposita con el micrópilo en la parte superior, color gris claro, con puntos oscuros, posteriormente rosado con puntos rojo intenso. La larva es gris, marrón o verde parduzco, comúnmente con puntos blanquecinos, con incisiones segmentarias bien marcadas y tienen una franja distintiva de "vellos" a lo largo de la parte inferior. Las orugas viven en el follaje de varios árboles de hoja caduca. Crecen rápidamente y alcanzan una longitud de 35 a 40 milímetros. Las orugas carecen casi por completo de pelos. Solo se encuentran algunos vellos cerca de las patas. Hiberna en abedul, roble y muchos otros árboles. El imago aparece en junio-julio, raramente (pequeños especímenes) de nuevo en septiembre. 

### Genoma
Se ha publicado un ensamblaje del genoma de un espécimen masculino de Campaea margaritaria presentando una extensión de 335,2 megabases. En total, el conjunto está estructurado en 31 pseudomoléculas cromosómicas, incluido el cromosoma sexual Z. El genoma mitocondrial también ha sido ensamblado y tiene 16,9 kilobases de longitud y 16.403 genes codificadores de proteínas.

## Distribución

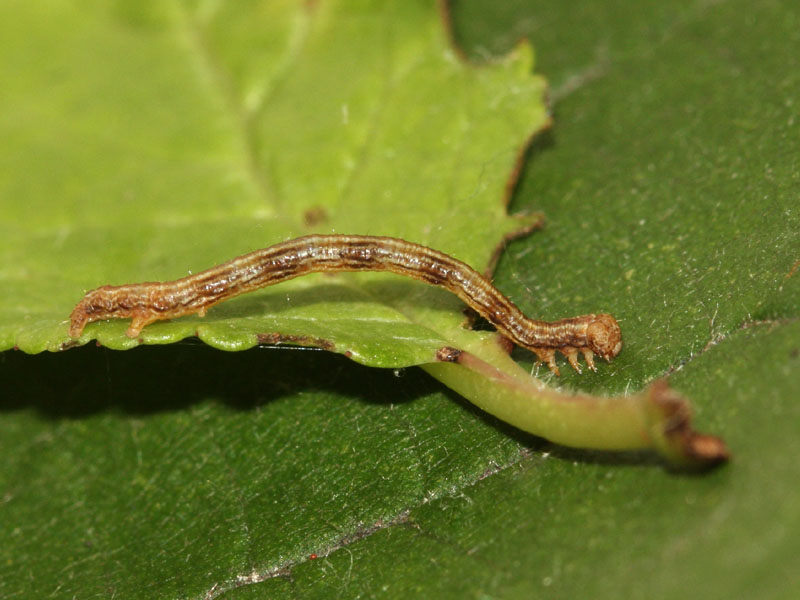
Oruga en el lago Vlasina.

Se distribuye ampliamente por Europa (excepto en el norte de Escandinavia), Oriente Próximo y el norte de África. En Europa se encuentra desde Escandinavia central, incluyendo Estonia, hasta la península ibérica, excepto en el sur donde se halla solo en la Sierra Nevada. Tiene amplia distribución en el sur de Francia, incluida Córcega, Italia, incluida Cerdeña y Sicilia, la península balcánica, incluido el norte de Grecia, y desde las Islas Británicas a través de Europa Central y Oriental hasta el sur de la Rusia europea. Fuera de Europa la especie se encuentra en Turquía y la región del Cáucaso y en el norte de África, incluyendo en Marruecos.
Dado que las orugas de la polilla pulida perlada se alimentan de diversos árboles de hoja caduca, se pueden encontrar en hábitats como bosques mixtos, parques y jardines grandes.
La especie se encuentra desde el nivel del mar en la costa cantábrica, hasta los 1.700 m en Grecia, los 2.100 m en los Pirineos de España y hasta los 2.300 m en los Alpes italianos.

## Ciclo de vida
Los primeros huevos se ponen en mayo. Poco después, las orugas eclosionan. La especie pasa el invierno como larva, a medio crecer, completamente expuesta al frío y libremente aferrada a las ramas, Alcanza la madurez a finales de abril o mayo. alimentándose de la corteza blanda de sus plantas alimenticias durante el invierno, por lo que suelen encontrarse expuestas en las puntas de las ramas. Su piel se asemeja a la corteza en color y textura. Algunas orugas pupan ya en verano y forman una segunda generación que, tras una metamorfosis que dura aproximadamente un mes, vuela de julio a octubre. No se conoce mucho de la fenología relacionada al voltinismo de esta especie. La pupación ocurre en el suelo.
La larva se alimenta de una variedad de árboles de hoja ancha, incluidos manzano, haya, abedul, olmo, espino, avellano, sauces, castaños, castaños de Indias y el roble, así como varias especies de Prunus. Se sabe que se alimentan del follaje del manzano y otros frutales desde septiembre hasta la caída de las hojas, momento en el que migran a los brotes jóvenes y se alimentan de las capas externas de la corteza; alcanzan su plenitud de alimentación a mediados de mayo, y los adultos aparecen en junio y julio. La lesión sobre los frutales se asemeja a la causada por el gorgojo color arcilla, con el que a menudo se confunde. Las larvas rara vez son lo suficientemente abundantes como para dañar árboles ya establecidos, pero a veces causan problemas en viveros.
Las polillas vuelan en una generación en altitudes elevadas o zonas frías o dos generaciones en las regiones del sur, desde mediados de mayo hasta principios de octubre. En casos de una sola generación, el máximo suele ser el mes de julio. La polilla vuela de noche y ve siente atraída por la luz.
Se ha registrado que las avispas bracónidas Protapanteles immunis y Protapanteles incertus son parasitoides de esta especie.